# Ardisia roseiflora
Ardisia roseiflora är en viveväxtart som beskrevs av Pitard. Ardisia roseiflora ingår i släktet Ardisia och familjen viveväxter. Inga underarter finns listade i Catalogue of Life.